# Моето семейство
„Моето семейство“ (на английски: My Family) е британски ситком, по идея на Фред Барън, който е продуциран от DLT Entertainment and Rude Boy Productions и е излъчен по BBC One за 11 сезона от 2000 до 2011 г. Поставен е на 24-то място в класацията „Най-добрият ситком на Великобритания“ през 2004 г. и е най-гледаният ситком през 2008 г. През 2011 г. става един от дванайсетте британски ситкома, които надхвърлят 100 епизода.

## „Моето семейство“ В България
В България сериалът започва излъчване на 24 декември 2005 г. по Канал 1.